# Theodor W. Hänsch
Theodor Wolfgang Hänsch (født 30. oktober 1941) er en tysk fysiker. Han modtog nobelprisen i fysik i 2005 for sit "bidrag til udviklingen af laserbaseret præcisionsspektroskopi, inklusive den optiske frekvenskam-teknik". Han delte prisen med John L. Hall og Roy J. Glauber.